# 鄭成功
鄭 成功（てい せいこう、チェン・チェンコン、台湾語ローマ字: Tēⁿ Sêng-Kong; 繁体字: 鄭成功; 簡体字: 郑成功; ウェード式: Cheng Ch'eng-kung、1624年8月27日〈寛永元年／大明天啓4年〉7月14日 - 1662年6月23日〈大明永暦16年〉5月8日）は、中国明代の軍人、政治家。肥前国松浦郡平戸島で誕生。元の諱は森。字は明儼。日本名は田川福松。清に滅ぼされようとしている明を擁護し抵抗運動を続け、台湾に渡り鄭氏政権の祖となった。隆武帝から明の国姓である「朱」を称することを許されたため、国姓爺（こくせんや。国性爺とも書かれる）とも呼ばれていた。台湾・中国では民族的英雄として描かれており、清と対抗しオランダ軍（東インド会社）を討ち払ったことから、台湾では中華民国の国父である孫文、初代中華民国総統である蔣介石と並び「三人の国神」の一人として尊敬されている。

## 生涯

### 誕生

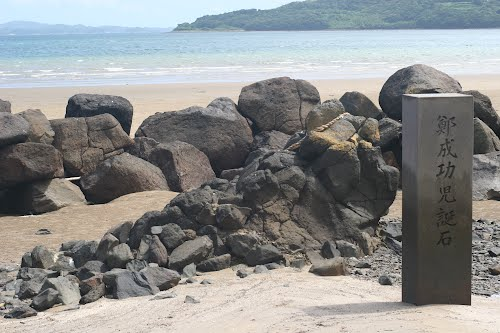
平戸市千里ヶ浜にある「児誕石」

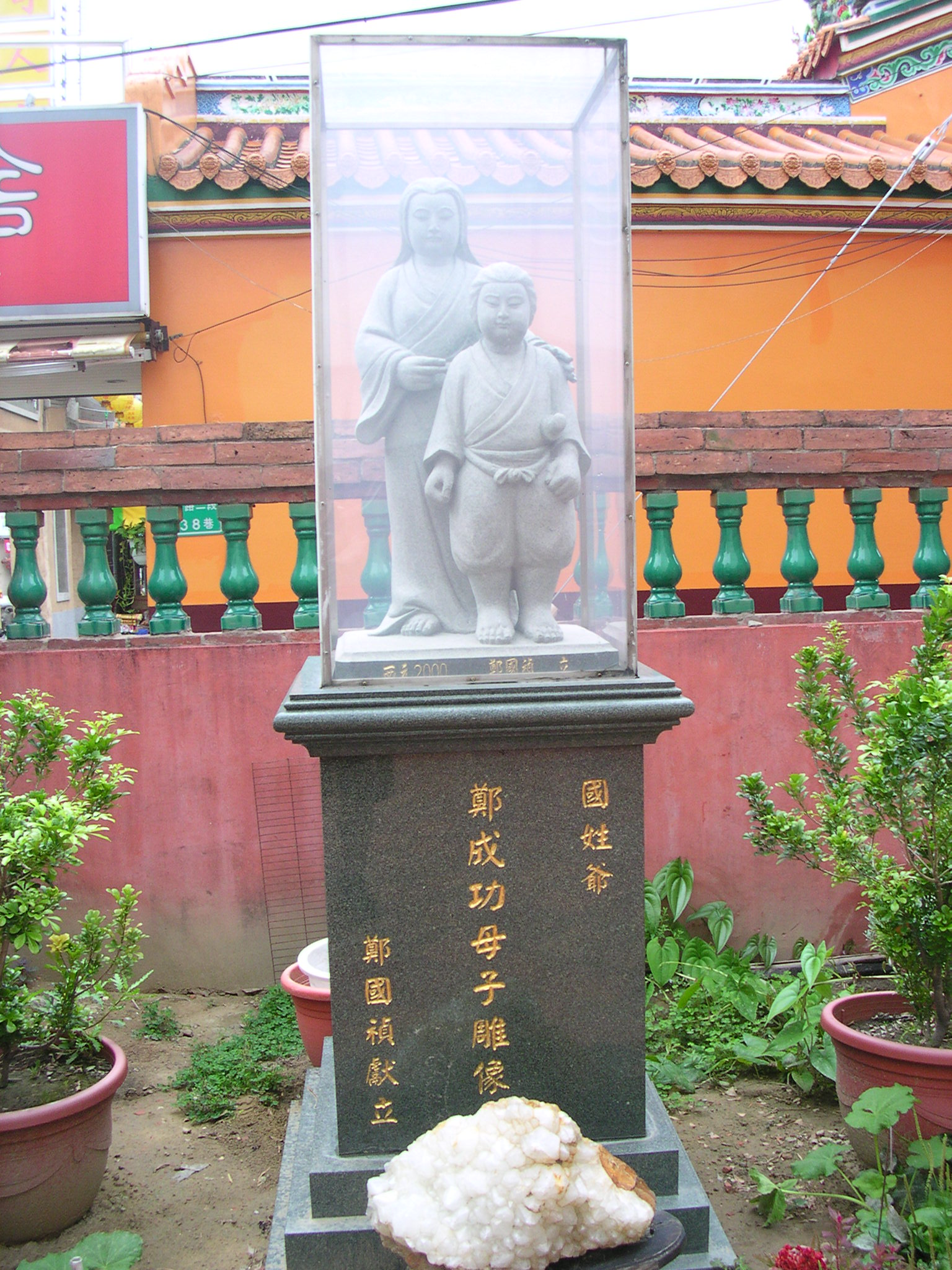
幼年鄭氏母子彫像（台湾：台南市・鄭成功祖廟）

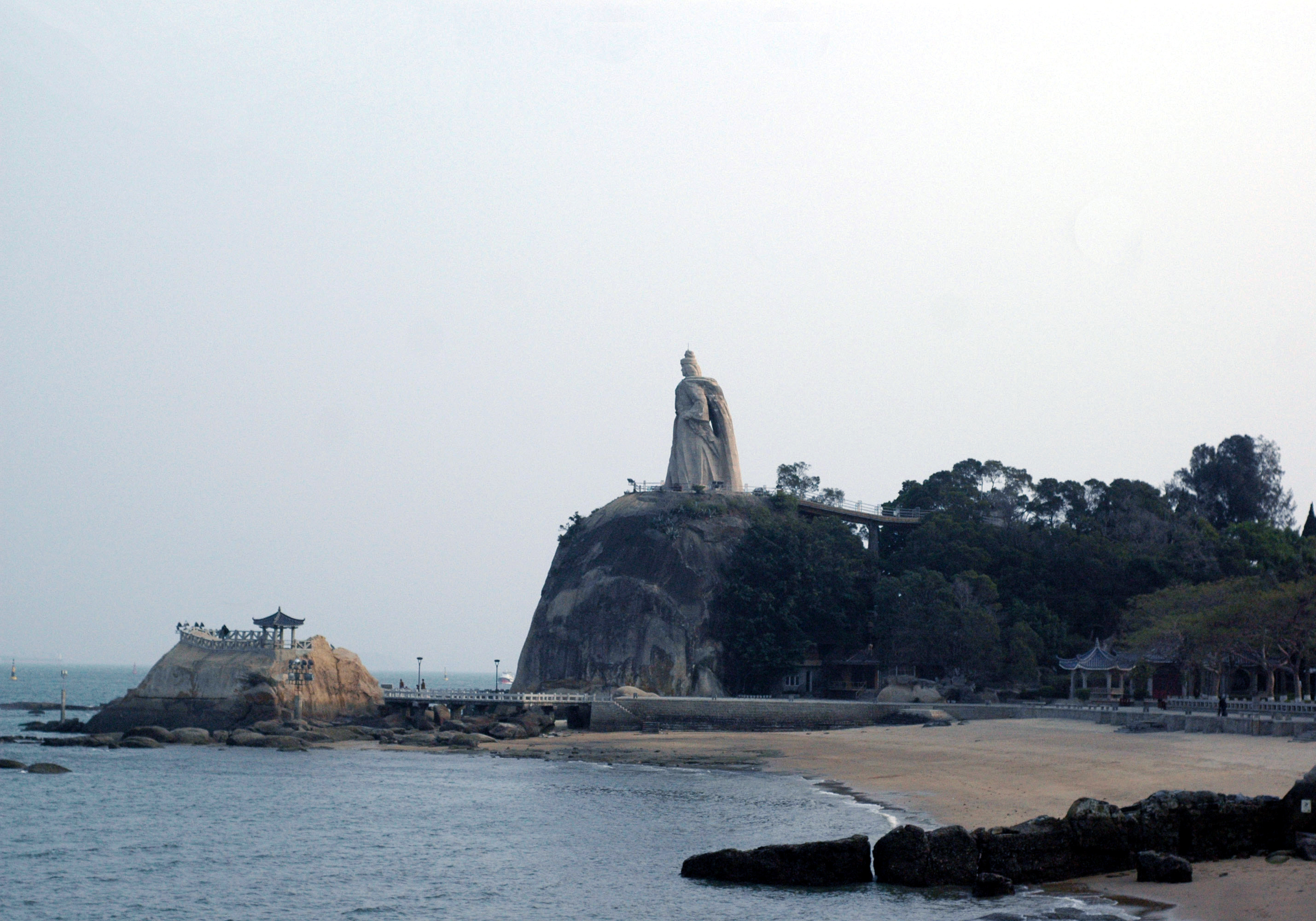
中国福建省厦門の岬・鼓浪嶼に建つ鄭成功の巨大像　平戸市の川内にも同一の像があり線で結ぶと対等になる。

肥前国松浦郡の平戸で、父・鄭芝龍と日本人の母・田川マツの間に生まれた。父・鄭芝龍は福建省泉州府の人で、平戸老一官と称し、平戸藩主松浦隆信の寵をうけて川内浦（現在の平戸市川内町字川内浦）に住んで、田川マツを娶り鄭成功が産まれた。たまたま、マツが千里ヶ浜に貝拾いにいき、俄に産気づき家に帰る暇もなく、浜の木陰の岩にもたれて鄭成功を出産したという逸話があり、この千里ヶ浜の南の端にはこの逸話にちなむ誕生石がある。
幼名を田川福松（ふくまつ）と言い、幼い頃は平戸で過ごすが、7歳のときに父の故郷福建に移る。鄭一族は泉州府の厦門島、金門島などを根拠地に密貿易を行っており、政府軍や商売敵との抗争のために私兵を擁して武力を持っていた。15歳のとき、院考に合格し、泉州府南安県の生員になった。以後、明の陪都・南京で東林党の銭謙益に師事している。
幼かった弟の次郎左衛門は母と共に日本に留まり、田川家の嫡男となり田川七左衛門と名付けられて日本人として育った。長崎で商売が成功した七左衛門は、鄭成功と手紙でやり取りを続け、資金や物質面で鄭成功を援助していた。

### 明の滅亡
1644年、李自成が北京を陥落させて崇禎帝が自縊すると、明は滅んで順が立った。すると都を逃れた旧明の皇族たちは各地で亡命政権を作った。鄭芝龍らは唐王朱聿鍵を擁立したが、この時元号を隆武と定めたので、朱聿鍵は隆武帝と呼ばれる。一方、寄せ集めの順が精悍な清の軍勢の入関によってあっけなく滅ぼされると、中原に満洲民族の王朝が立つことは覆しがたい状況となり、隆武帝の政権は清の支配に対する抵抗運動にその存在意義を求めざるを得なくなった。
そんな中、鄭成功は父の紹介により隆武帝の謁見を賜る。帝は眉目秀麗でいかにも頼もしげな成功のことを気入り、「朕に皇女がいれば娶わせるところだが残念でならない。その代わりに国姓の『朱』を賜ろう」と言う。それではいかにも畏れ多いと、鄭成功は決して朱姓を使おうとはせず、鄭姓を名乗ったが、以後人からは「国姓を賜った大身」という意味で「国姓爺」（「爺」は「御大」や「旦那」の意）と呼ばれるようになる。
隆武帝の軍勢は北伐を敢行したが大失敗に終わり、隆武帝は殺され、父鄭芝龍は抵抗運動に将来無しと見て清に降った。父が投降するのを鄭成功は泣いて止めたが、鄭芝龍は翻意することなく、父子は今生の別れを告げる。

### 抵抗運動の継続

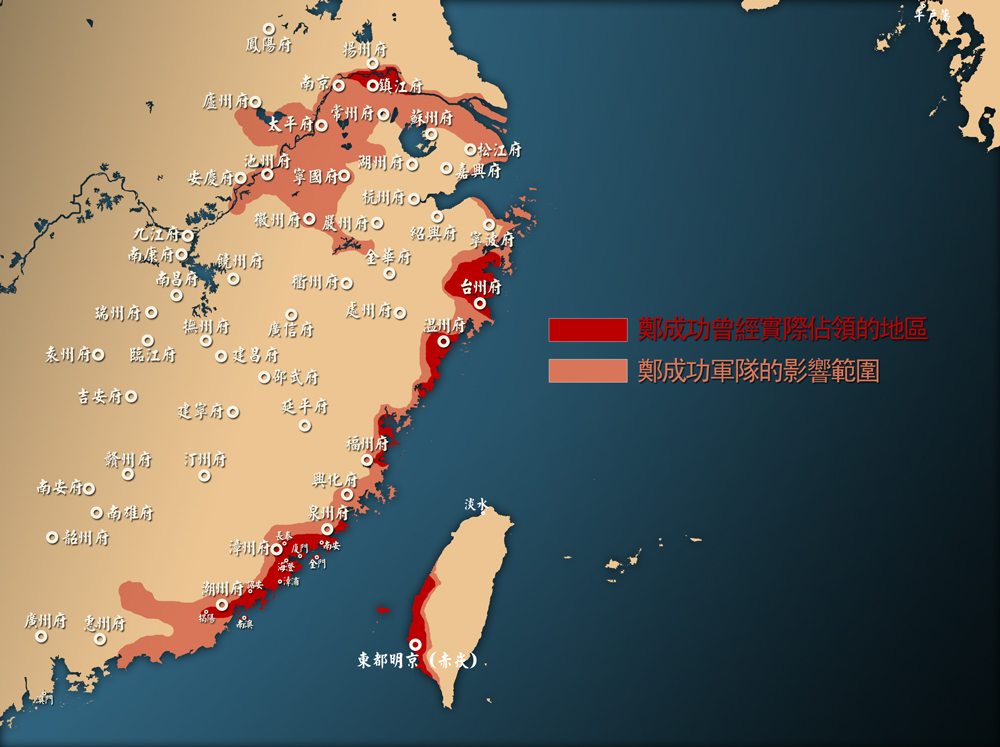
鄭成功軍の占領地と影響圏

その後、鄭成功は広西にいた万暦帝の孫である朱由榔が永暦帝を名乗り、各地を転々としながら清と戦っていたのでこれを明の正統と奉じて、抵抗運動を続ける。そのためにまず厦門島を奇襲し、従兄弟達を殺す事で鄭一族の武力を完全に掌握した。
1658年（明永暦十二年、清順治十五年）、鄭成功は北伐軍を興す。軍規は極めて厳しく、殺人や強姦はもちろん農耕牛を殺しただけでも死刑となり、更に上官まで連座するとされた。
意気揚々と進発した北伐軍だが途中で暴風雨に遭い、300隻の内100隻が沈没した。鄭成功は温州で軍を再編成し、翌年の3月25日に再度進軍を始めた。
北伐軍は南京を目指し、途中の城を簡単に落としながら進むが、南京では大敗してしまった。
柿右衛門様式の発展
1660年代から生産が始まった有田焼の柿右衛門様式の磁器は、濁手（にごしで）と呼ばれる乳白色の生地に、上品な赤を主調とし、余白を生かした絵画的な文様を描いたもので、初代酒井田柿右衛門が発明したものとされているが、この種の磁器は柿右衛門個人の作品ではなく、明の海禁政策により景徳鎮の陶磁器を扱えなくなった鄭成功が有田に目を付け、景徳鎮の赤絵の技術を持ち込み有田の窯場で総力をあげて生産されたものであることが分かっている。

### 台湾占拠

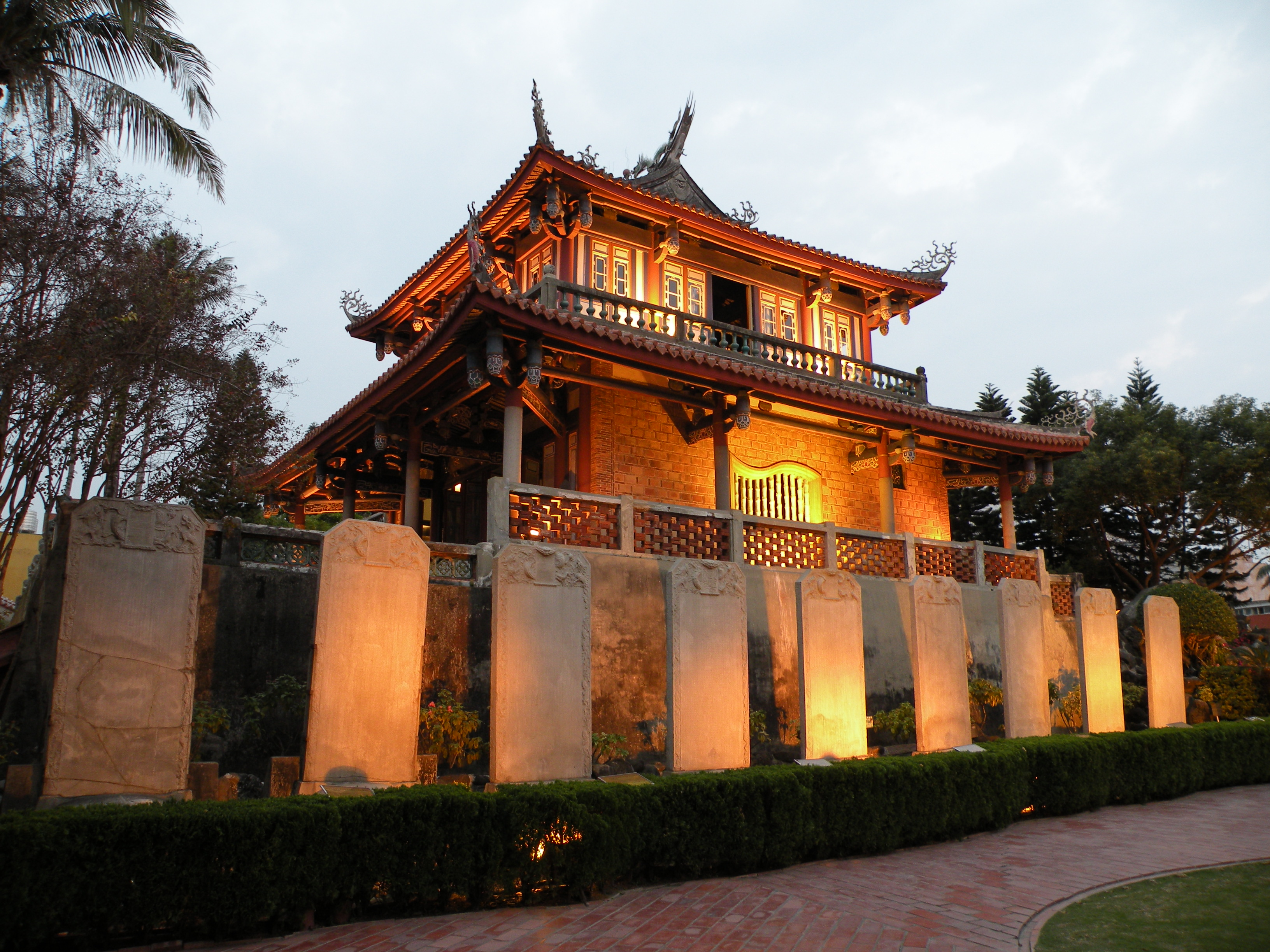
鄭成功が攻め込んだオランダの城跡に建つ『赤崁楼』
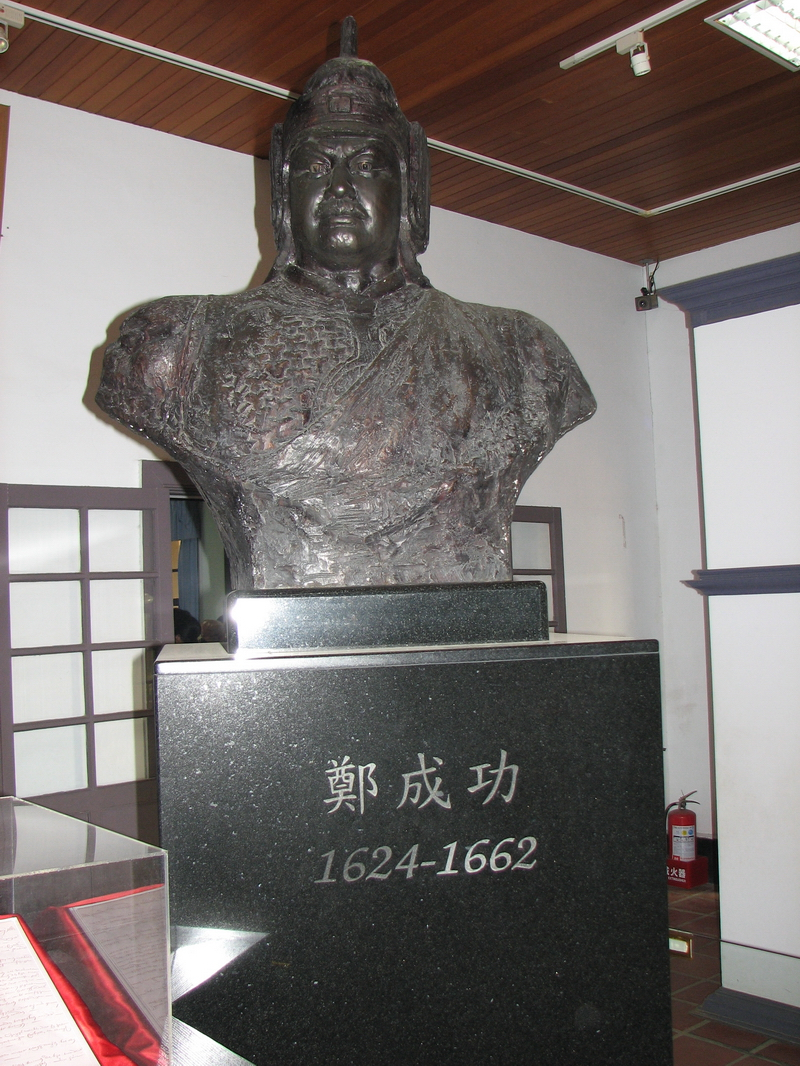
安平古堡の鄭成功像

鄭成功は勢力を立て直すために台湾を占領し拠点にしようと試みた。当時の台湾はオランダ東インド会社が統治していたが、鄭成功は1661年に澎湖諸島を占領した後に同3月30日からゼーランディア城を攻撃（ゼーランディア城包囲戦）、翌1662年2月21日にこれを落としてオランダ人を一掃し鄭氏政権を樹立した。ゼーランディア城跡に安平城を築き王城とし、承天府及び天興、万年の二県を、澎湖島には安撫司を設置して国家体制を固めたが、熱病にかかり同6月23日に死去した。その後の抵抗運動は息子の鄭経に引き継がれた。台湾台南市には、1663年に鄭経が鄭成功を祀った鄭成功祖廟がある。

### 農業と貿易事業での成功
抵抗運動を進めるべく、鄭は台湾開発、特に農業投資を進めた。例えば原住民に牛と農具を与え、農耕技術を教える計画を立てて台湾原住民の村を訪れた彼を歓迎しようと群衆が集まっていた原住民に、明のガウンと帽子を与え、タバコを贈ったという逸話がある。彼の開発独裁は、国際的な貿易事業にも反映された。鄭氏政権時代の台湾の貿易界は日本と東南アジア諸国間で運航を続け、貿易の中心地として利益を上げていた。民間貿易業者は、台湾海峡を安全に通過するために政権当局に贈与、つまり貢税を支払った。鄭氏政権はサトウキビや鹿皮などの特定商品を独占しており、割当貢納制度によって原住民から徴収され、日本では高値で取引された。
税金のほぼ90%が商業活動に関連していたオランダ東インド会社とは異なり、基本的な生存ニーズを満たすために米やヤムイモなどの穀物の迅速な生産に重点が置かれていた。鄭の統治下での租税額や徴税権は固定されており、商業的可能性の低下と増収収入の減少に繋がった一方、鄭氏政権下の台湾経済は利益主導のオランダ植民地よりも大きな経済多角化を達成し、より多くの種類の穀物、野菜、果物、魚介類を栽培した。1683年の鄭氏政権の終わりまでに、政府は台湾で年間4033kgの銀収入を得、1655年のオランダ統治下の銀3145.9kgから30%以上増加した。砂糖の輸出は年間1,194,000kgに達した。
鄭成功の台湾攻略は東アジアにおける欧州人の植民地拡大の北限と転換点を象徴している。これにより、台湾はフィリピン、マレーシア、インドネシアなどと同様に数百年に渡って欧州人に支配されることはなくなった。

### ゼーランディア城包囲戦後
ゼーランディア城包囲戦後、鄭成功がオランダ東インド会社台湾総督フレデリック・コイエットとの降伏合意に従って、武器と物資を鄭成功軍に引き渡しの引き換えにゼーランディア城に最後まで籠城していたた東インド会社に所属する約900人の傭兵、従業員、および民間人の引き上げを許した。その一方、数ヶ月にわたる抵抗に対する報復として、戦闘が続く中で鄭成功軍に捕虜された女性や子供を含む何百人のオランダ人を解放しなかった。ゼーランディア城守備隊への見せしめとして、周辺の戦いで捕虜にされたオランダ人男性は処刑され、生き残ったオランダ人女性と子供はその後奴隷にされた。オランダ人女性は鄭成功の指揮官達が自分たちの性的快楽のために徹底的に利用した後、最終的に中国の兵士に売られて彼らの妻となるよう強いられた。その後の出来事については、オランダの砦の日誌が一次資料となっている。「最高のものは指揮官の使用のために保存され、次に一般の兵士に売られた。未婚の男性の手に落ちた女性は幸せだった、嫉妬深い中国の女性による煩わしさから解放されたのだから」。鄭成功自身もオランダ人宣教師のアントニウス・ハンブルクの10代の娘を妾にし解放することはなかった。1684年になっても、これらのオランダ人女性の何人かは中国人に妻や性的奴隷として捕らえられていた。金門島でオランダ人商人が連絡を取り、鄭成功の息子に囚人を解放する取り決めを提案したが、実現することはなかった。

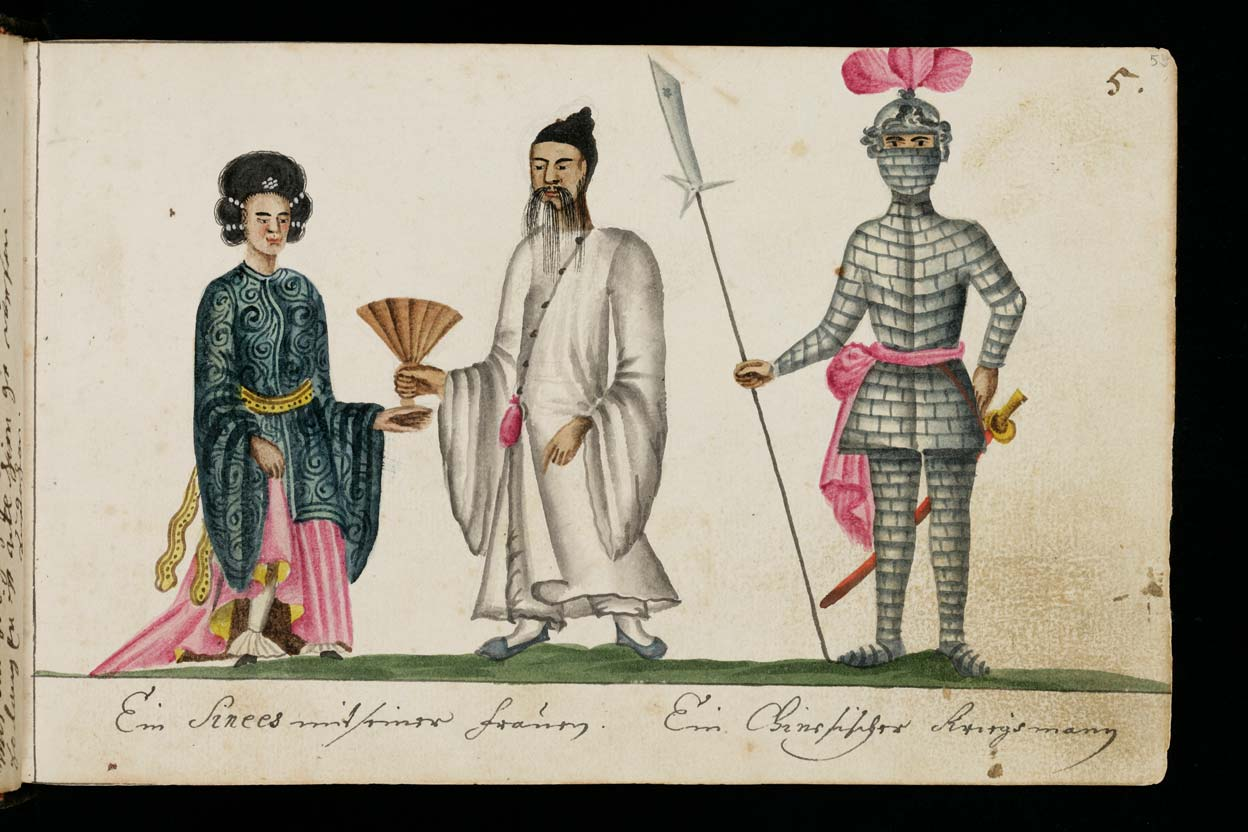
欧州人が描いた中国人、右の兵士は鄭成功軍の精鋭部隊「鉄人軍」
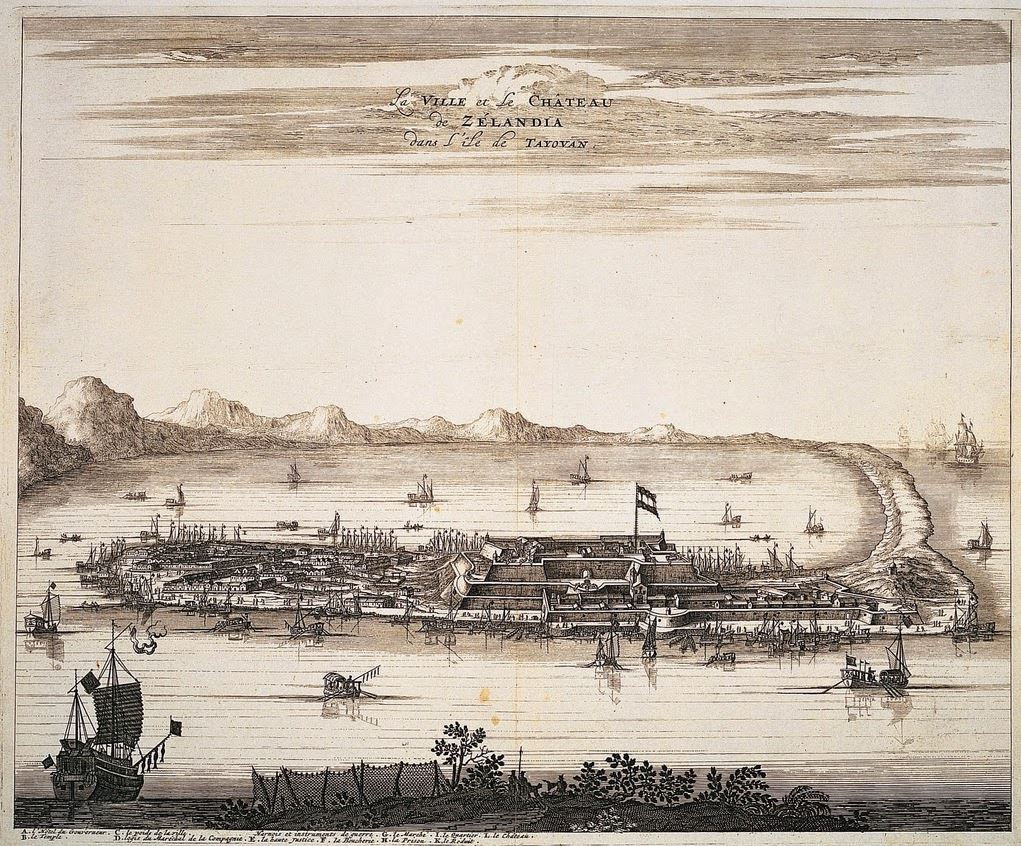
ゼーランディア城
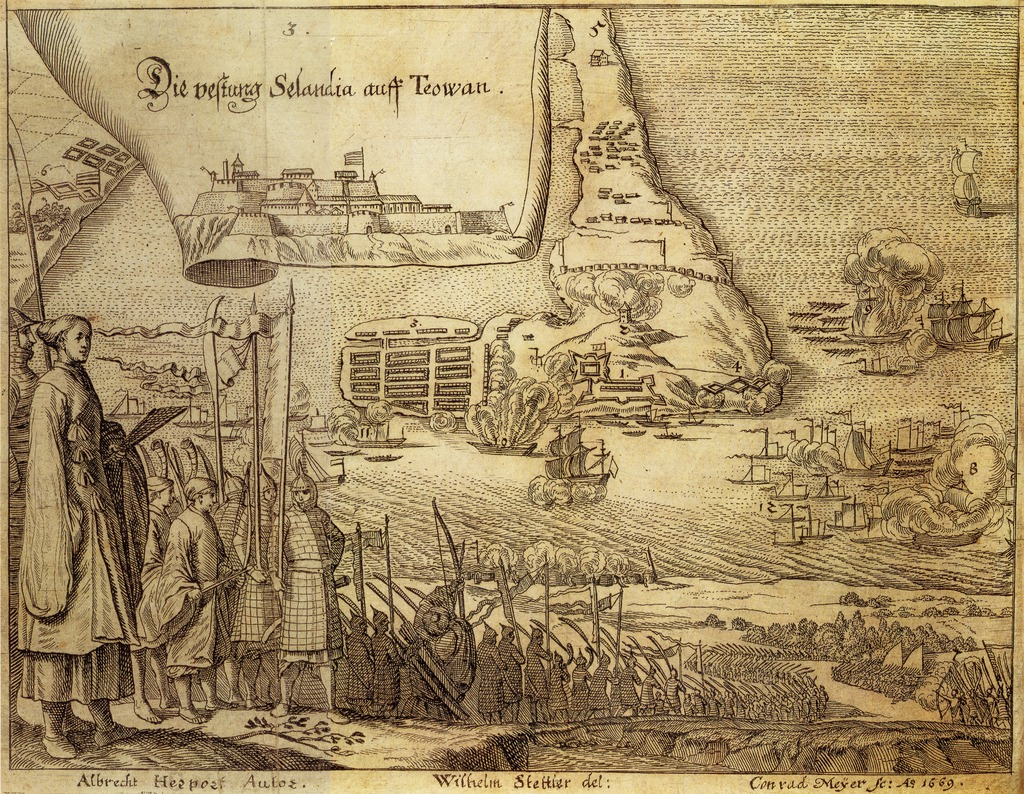
ゼーランディア城包囲戦、ここにも鉄人軍が描かれている
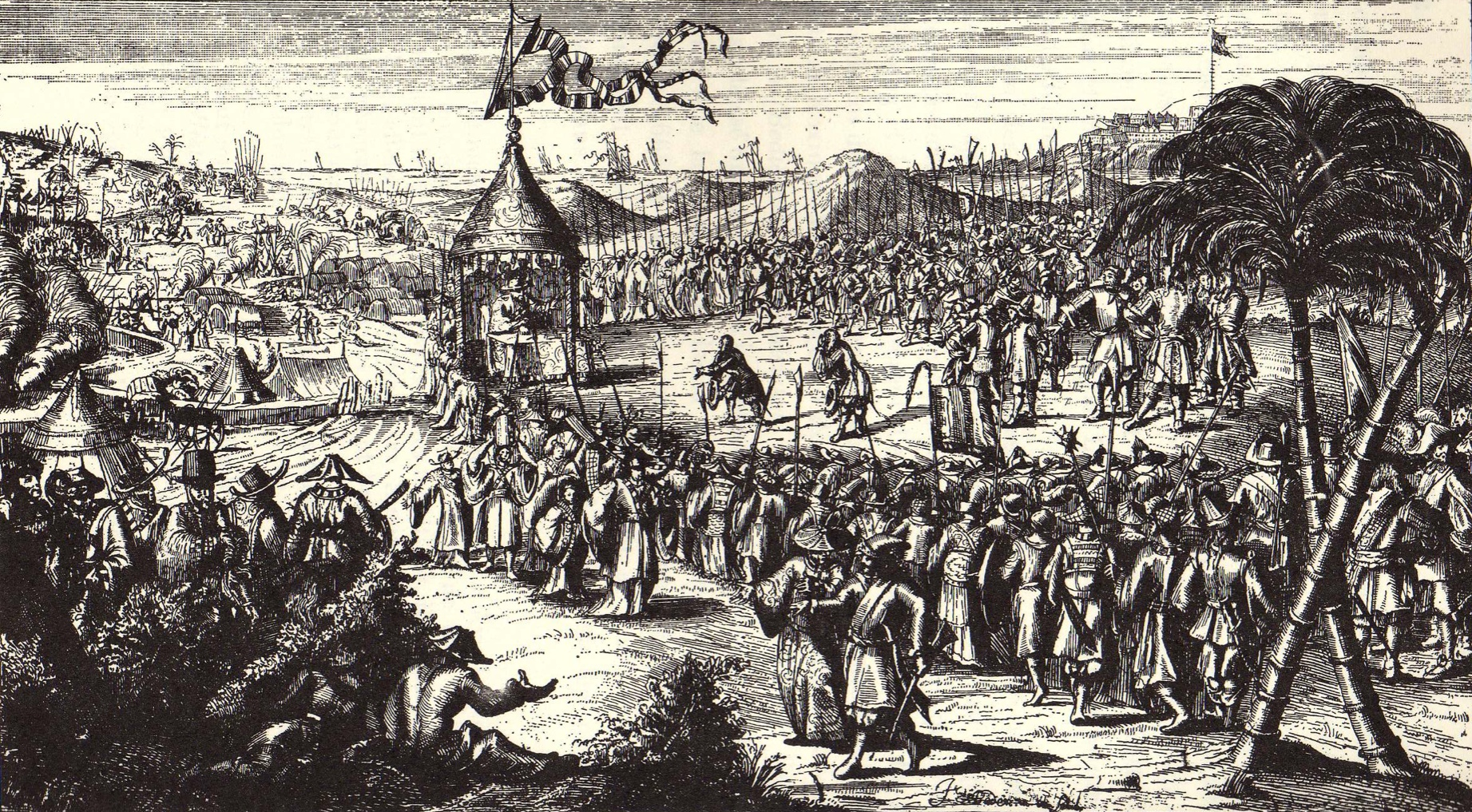
ゼーランディア城の降伏

### 現代
鄭成功は自身の目標だった「反清復明」を果たす事なく死去し、また台湾と関連していた時期も短かったが、台湾独自の政権を打ち立てて台湾開発を促進する基礎を築いたことから、台湾人の不屈精神の支柱・象徴「開発始祖」「民族の英雄」と評価されている。中国や台湾では英雄と見なされており、福建省廈門市の鼓浪嶼では、鄭成功の巨大像が台湾の方を向いて立っているが、「中国で英雄視されている鄭成功が日本と中国のハーフであり、その弟が日本人として育ち日本で商売をしていたというのは、中国人からすると複雑な感情なのかもしれない」という指摘がある。台湾城内に明延平郡王祠として祠られており、毎年4月29日復台記念式典が催されている。
中華民国海軍の成功級フリゲート一番艦には鄭成功の名を取り、「成功」と命名されている。
漢榮書局発行の香港中学校歴史教科書副読本『風華再現──中國歷代名人錄』は、「帝皇與近代領袖篇」「名臣篇」「名將篇」「文學家篇」「文化思想家篇」「藝術家篇」「科學家篇」「抗日英雄篇」のなかの「名將篇」において、26人の名将の1人として鄭成功を教えている。

## 人物
鄭成功は絶望的な戦況や強敵にも決して屈しない精神がある一方、不寛容で激しく冷酷な指揮官としても知られている。 彼は冷酷に行動し、必要があれば一族郎党も殺害か処刑する。軍法は厳格で容赦はない。部下の施琅が罪を犯したことで鄭成功が施琅の家族全員を処刑したため、施琅が憤慨して清に降伏し、後に台湾侵攻の指揮官となった例は特に知られている。
鄭成功は、精神的に不安定で、気性が荒く、処刑を命じる傾向があった。これは家族が清軍に殺されたトラウマや、母親が（清軍に捕まるのを防ぐために）自殺したと伝えられていることから説明できるかもしれないが、梅毒にかかったのではないかと推測され、彼を治療したオランダ人医師クリスチャン・ベイヤーがその疑いを抱いていた。
ヴィットリオ・リッチは、鄭成功が怒りを顕示したのは、彼の武士の訓練と日本人としての生い立ちのためだと指摘した。あるスペイン人宣教師は、彼の短気と報告されている暴力癖は日本からの遺伝によるものと私見を述べた。
Li Yengyue 博士によれば、鄭成功は精神疾患である「抑うつ性心神喪失」に苦しんでいた。
王育徳は、「鄭成功は日本人の母親の影響のせいか、潔癖性で、そしてカンシャクもちであった。それが冷酷とまでいわれるほどの、きびしい軍律となってあらわれた」と評している。

## 影響
江戸幕府の儒官林鵞峰と林鳳岡の父子は『華夷変態』において以下のように述べている。
1661年に鄭成功が台湾を攻め、オランダ植民者を破ったのちに依拠した名目は「明招討大将軍」であり、その後23年間、鄭一族は台湾を統治していた間、海外にいる中華の正統後継者であると自認していた。

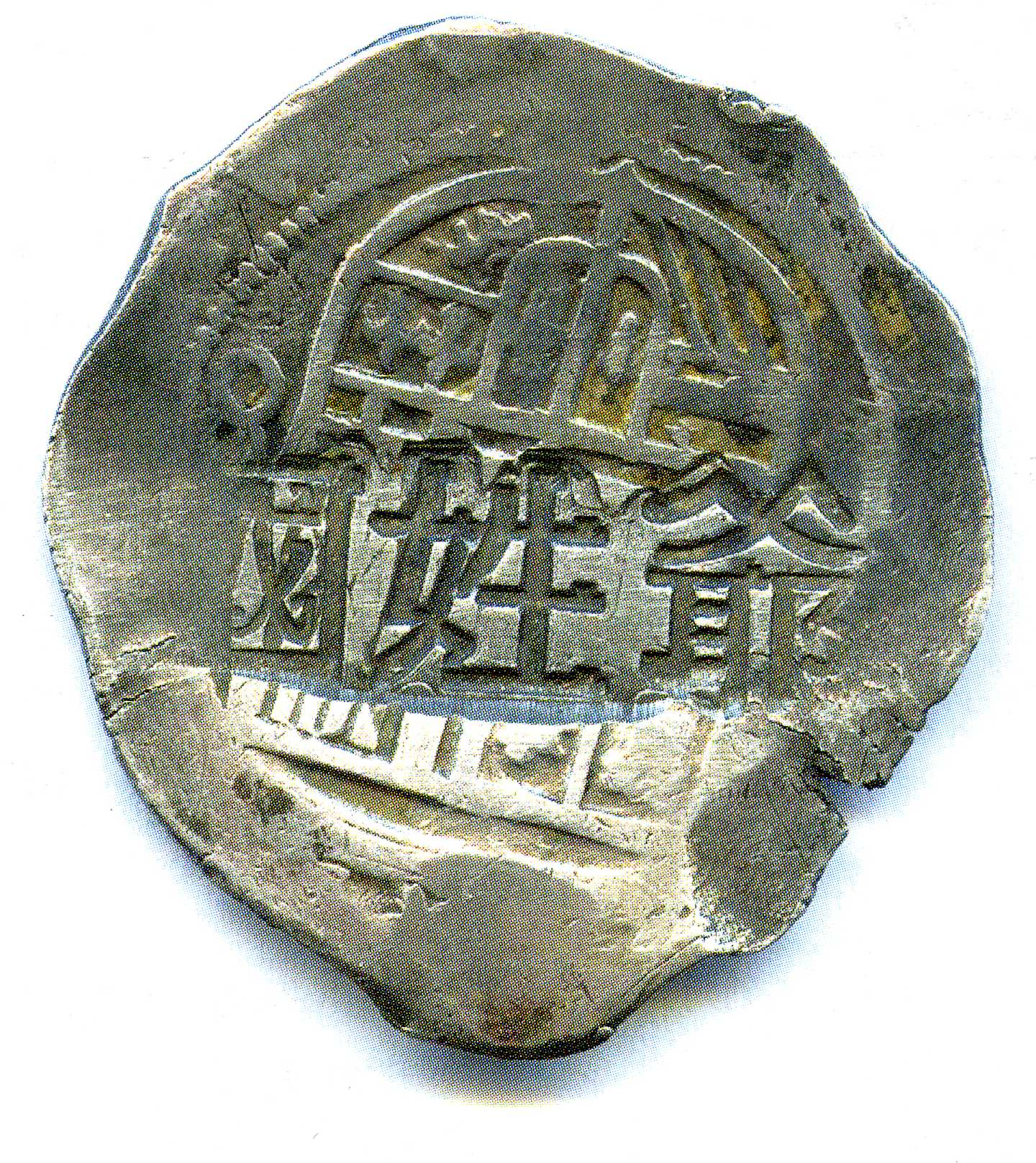
「國姓爺」の刻印が入ったスペインドル（貿易銀）。

明滅亡後、儒学者が勤王の挙にでることが続き、劉宗周が福王に仕え、黄道周が唐王に仕え、王夫之および方以智が永暦帝に仕え、黄宗羲および朱舜水が魯王に仕え、鄭一族は儒学者を後ろ盾として擁していたわけではないが、「国亡び、天下滅びるという二重の道徳的圧力の下、中国東南地区の士人はみな鄭氏政権にしたがって入台したであろうことは想像に難くない」。
鄭一族は明末に東アジアおよびび東南アジア海域に威勢を振るったが、その日本との血縁関係、貿易関係のために江戸文明の影響を受けており、隠元隆琦が日本に渡ったときは、鄭一族の水軍が護衛した。また、フィリピンにおけるスペイン植民政府が鄭一族の兵力を恐れ、マニラの漢人を弾圧するようになったことも、歴史の深層における構造的要素を見て取ることができる。
近松門左衛門は、鄭成功をモデルに、「国性爺合戦」を書き、浄瑠璃さらに歌舞伎として上演された。ただし、史実とは違う面もある。

## 紀念
- 国立成功大学
- 台北市立成功高級中学
- 成功級フリゲート
- 成功鎮

## 登場作品

### 浄瑠璃
- 『国性爺合戦』（1715年、近松門左衛門）

### 小説
- 長谷川伸『国姓爺』新版・徳間文庫、1989年
- 司馬遼太郎『大盗禅師』文藝春秋、1969年 のち文春文庫
- 陳舜臣『旋風に告げよ』 講談社、1982年。改題『鄭成功 旋風に告げよ』中公文庫
- 荒俣宏『海覇王』角川書店、1989年
- 伴野朗『南海の風雲児・鄭成功』講談社、1991年 のち講談社文庫
- 高橋和島『朱帆 鄭成功青雲録』海越出版社、1993年 のち小学館文庫
- 高橋和島『怒帆 鄭成功疾風録』海越出版社、1994年 のち小学館文庫
- 白石一郎『怒濤のごとく』毎日新聞社、1998年 のち文春文庫
- 中嶌正英（原案田中芳樹）『黄土の夢』講談社ノベルス 全3部

### テレビ
- 『歴史を歩く』（Jcomチャンネル／2023年3月）

### 映画
- 『英雄 国姓爺合戦』（2001年、呉子牛監督、演：チウ・マンチェク〈吹替：楠大典〉）

### 漫画
- 『麗島夢譚』（2006年、安彦良和） - 鄭成功は天草四郎の後身であったとする。

### ゲーム
- 『Fate/Samurai Remnant』（2023年、コーエーテクモゲームス、声：前野智昭）